# Jimmy the Kid (film, 1999)
Pour les articles homonymes, voir Jimmy the Kid.
Pour plus de détails, voir Fiche technique et Distribution.
Jimmy the Kid est un film allemand réalisé par Wolfgang Dickmann, sorti en 1999.

## Fiche technique
- Titre : Jimmy the Kid
- Réalisation : Wolfgang Dickmann
- Scénario : Martin Rauhaus et Peter Wohlgemuth d'après le roman de Donald Westlake
- Photographie : Wolfgang Dickmann
- Musique : Ralf Wengenmayr
- Pays d'origine : Allemagne
- Date de sortie : 1999

## Distribution
- Herbert Knaup : John Dortmunder
- Rufus Beck : Kelp
- Ludger Burmann : Grugel
- Wilfried Hochholdinger : Wesselhoff
- Dirk Meier